# Педья (река)

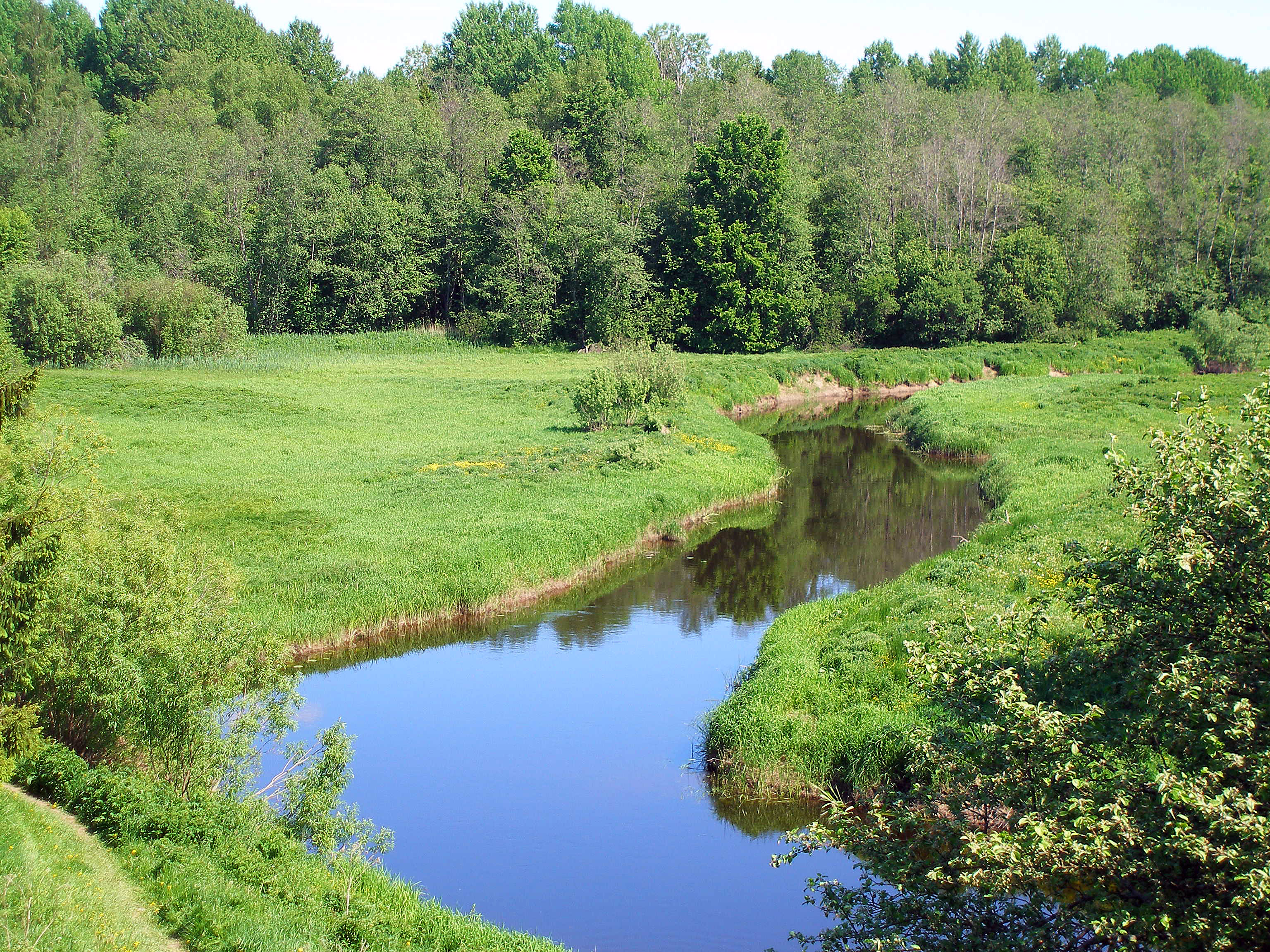
В Алам-Педья заповедник

Пе́дья (эст. Pedja jõgi) — четвёртая по длине река Эстонии. Берёт начало с возвышенности Пандивере, местечке Симуна (эст. Simuna allikajärve) и впадает в реку Эмайыги (эст. Emajõgi). Длина реки 122 км, площадь бассейна 2710 км².
На берегу реки Педья находится город Йыгева (эст. Jõgeva linn).
Крупнейшие притоки реки Педья это Онга (эст. Onga), Кааве (эст. Kaave), Пиккнурме (эст. Pikknurme) и Умбуси йыги (эст. Umbusi jõgi).